# Riparatore
Il Riparatore (in inglese Tinkerer), il cui vero nome è Phineas T. Mason, è un personaggio dei fumetti, creato da Stan Lee (testi) e Steve Ditko (testi e disegni), pubblicato dalla Marvel Comics. La sua prima apparizione avviene in The Amazing Spider-Man (vol. 1) n. 2 (aprile 1963).
Inventore dotato di intelletto e capacità ingegneristiche quasi sovrumane, il Riparatore è in grado di inventare gadget incredibili anche servendosi di materiali di scarto e rottami, doti di cui si serve per fornire armi alla maggior parte dei supercriminali, in particolare gli avversari dell'Uomo Ragno.

## Biografia del personaggio
Nato a New York, Phineas Mason diviene noto nell'ambiente criminale col soprannome di "Riparatore" per la sua abilità nel costruire ed aggiustare qualsiasi tipo di macchinario, operando in una rivendita e centro di riparazione d'armi clandestino camuffato da negozio di radio. In gioventù ha sposato una donna di nome Deborah Watts dalla quale ha avuto un figlio, Rick, ma in seguito rimane vedovo e il ragazzo si unisce allo S.H.I.E.L.D. mantenendo i rapporti con lui nonostante sia al corrente delle sue attività criminali.
Occasionalmente il Riparatore svolge crimini per conto proprio rimanendo dietro le quinte e facendosi passare per un alieno grazie alle sue apparecchiature fantascientifiche, oppure ricattando politici dopo aver fatto mettere delle cimici in casa loro da uomini assunti su commissione; tuttavia la sua attività principale è creare congegni e costumi per gli altri criminali, ad esempio: la coda dello Scorpione, il costume di Mysterio, una nuova versione della Ragno-Mobile per uccidere l'Uomo Ragno su ordine di Kingpin, lo skateboard volante di Rocket Racer, la gigantesca ruota corazzata di Jackson Weele, la nave volante dello Scarabeo d'oro, l'armatura di Whirlwind, i dardi di Diamante, la falce del Sinistro Mietitore e l'esoscheletro di Grizzly.
Nel corso degli anni, grazie alle proprie invenzioni, il Riparatore ha inoltre lavorato per criminali quali Testa di Martello, lo Scarabeo, la Gatta Nera, Jack Lanterna, il Gufo, gli Ani-Uomini, Jester e il Costrittore.
Dopo aver collaborato con l'Avvoltoio per far evadere Nitro, il Riparatore viene arrestato ma in seguito torna in libertà e collabora col figlio fornendogli informazioni durante una missione in Sudamerica. Nel corso della guerra segreta di Fury a Latveria, il Riparatore diviene il principale fornitore bellico di Lucia von Bardas e, terminato il conflitto, entra brevemente in latitanza per poi fare ritorno in patria ed organizzare la vendita all'asta del simbionte.

### Civil War
Nel momento in cui suo figlio e i suoi nipoti muoiono nell'esplosione a Stamford, Connecticut, che dà origine alla guerra civile dei superumani, il Riparatore cade in una profonda depressione e si lascia rintracciare dal Punitore implorando di essere ucciso sebbene questi, non volendo dare soddisfazione a un criminale, si limita a pugnalarlo alla schiena.

### Secret Invasion
Il Riparatore realizza successivamente un nuovo rivestimento epidermico in adamantio ed un pacemaker in carbonadio per il nuovo corpo di Cyber e tre proiettili di carbonadio per Wolverine, dopodiché viene arrestato da Iron Man e l'Uomo Ragno e imprigionato nella Zona Negativa, da cui qualche tempo dopo viene brevemente liberato per aiutare i Fantastici Quattro a respingere l'invasione segreta degli Skrull.

### Dark reign
Durante il regno oscuro di Norman Osborn, Rick, rivelatosi ancora vivo, riesce ad ottenere l'indulto presidenziale per il padre, che successivamente potenzia gli artigli di Daken infondendovi il metallo della spada di Muramasa, rendendolo in grado di uccidere anche gli esseri dotati di poteri rigeneranti, ripara il costume di Hypno-Hustler e realizza un nuovo costume da Hobgoblin per Phil Urich.

## Poteri e abilità
Il Riparatore è un genio dotato di immensa conoscenza in una vasta gamma di discipline scientifiche, sebbene la sua specialità siano la meccanica e la fabbricazione di armi e dispositivi balistici di genere, che è in grado di ideare e sviluppare anche sulla base di tecnologie preesistenti. Il Riparatore inserisce inoltre in tutte le armi da lui ideate un dispositivo che impedisce il loro utilizzo contro di lui come contromisura per assicurarsi di non essere ingannato dai suoi acquirenti.

## Altre versioni
Nell'universo Ultimate il Riparatore è un'ex-dipendente della Roxxon reclutato da Nick Fury nello S.H.I.E.L.D. ed il suo vero nome è Elijah Stern (basato sulle fattezze di Paul Giamatti). Durante la Saga del clone, su ordine di Fury, il Riparatore crea gli Ammazzaragni e attacca Peter Parker, trovandosi però impreparato di fronte all'attacco di Gwen Stacy trasformata in Carnage, che riesce comunque a sconfiggere. In seguito il Riparatore collabora con I Sei potenziando le loro armi affinché uccidano Spider-Man dopodiché viene ucciso da Prowler.
La versione Ultimate di Phineas T. Mason è invece un giovane professore a capo di un think tank governativo che viene rapito dall'Uomo Talpa assieme ai suoi studenti decidendo, dopo essere stato soccorso dagli UFF, di rimanere nel sottosuolo per iniziare una nuova civiltà.

## Altri media

### Cinema
- Il Riparatore compare nel film del Marvel Cinematic Universe Spider-Man: Homecoming (2017), interpretato da Michael Chernus.[39]

### Televisione
- Phineas Mason compare nella serie animata The Spectacular Spider-Man dove tuttavia è un uomo relativamente più giovane con pizzetto e capelli brizzolati, che realizza gadget e costumi per supercriminali tra cui Mysterio, i Sinistri Sei e gli Enforcers.
- Il Riparatore compare nella serie animata Marvel Super Hero Adventures.
- Il Riparatore ritorna nella nuova serie animata Spider-Man.

### Videogiochi
- Il Riparatore è il boss del primo livello di The Amazing Spider-Man vs. The Kingpin.
- Nel videogioco Spider-Man Animated Series, ispirato all'omonima serie animata, il Riparatore compare come avversario nella versione Sega Mega Drive, mentre fa un semplice cameo nella versione SNES.
- Il personaggio è un avversario di Spider-Man: Il regno delle ombre.
- Il Riparatore è l'antagonista principale del videogioco Marvel: La Grande Alleanza 2.
- Una versione femminile del Riparatore, appare come antagonista principale in Spider-Man: Miles Morales, spin-off ufficiale del videogioco Spider-Man.